# Nazionale maschile di calcio di Guam
La nazionale di calcio di Guam è la squadra nazionale di Guam, posta sotto l'egida della Guam Football Association ed affiliata all'AFC. È una delle nazionali più deboli al mondo, avendo vinto la sua prima partita contro un'altra squadra appartenente alla FIFA l'11 marzo 2009 contro la Mongolia 1-0. Nelle prime dieci partite di tornei non amichevoli ottenne 10 sconfitte, con 2 reti all'attivo e 105 al passivo.
Fondata nel 1975, si è aggregata alla FIFA nel 1996. Occupa la 204esima posizione in classifica.

## Storia
La nazionale di Guam fu creata nel 1975 ed è entrata a far parte della FIFA nel 1996. È una delle più piccole federazioni affiliate alla FIFA in termini di popolazione e superficie. Ha partecipato alle qualificazioni ai mondiali in due occasioni. Tuttavia, Guam è stato eliminato al primo turno nelle qualifiche asiatiche per il campionato del mondo 2002 dopo aver perso contro l'Iran e il Tagikistan, ed è stato eliminato al secondo turno delle qualificazioni al campionato del mondo 2018.
In tempi recenti, Guam ha riscosso successo superando il turno preliminare della Coppa dell'Asia orientale e qualificandosi per le semifinali nel 2012, 2013 e 2014. Nel 2016, Guam si è automaticamente qualificato per la semifinale sulla base della sua posizione nel ranking FIFA. Guam è arrivato al terzo posto su quattro squadre del gruppo A delle qualificazioni per la AFC Challenge Cup 2014, concludendo il girone con una vittoria per 3-0 su Taipei cinese, vincendo per la prima volta nella sua storia contro il suo rivale regionale. Durante il programma delle partite internazionali della FIFA di novembre 2013, Guam ha battuto la Cambogia 2-0 e ha pareggiato con il Laos 1-1. Entrambe queste amichevoli sono state giocate negli stadi nazionali degli avversari.
L'11 giugno 2015, durante le qualificazioni ai Mondiali 2018, dove la nazionale venne inserita nel gruppo D, Guam ha ottenuto la sua prima vittoria nelle qualificazione ai mondiali battendo il Turkmenistan per 1-0. È stata la prima volta che Guam ha ospitato le qualificazioni per i mondiali sul proprio territorio. Pochi giorni dopo, Guam ha ospitato l'India e ha vinto con un risultato di 2-1. La vittoria è stata notevole considerando che nel ranking FIFA l'India si trova davanti di 33 punti, dal momento che la nazionale di Guam occupava la posizione 141, la sua popolazione è di 1,4 miliardi di abitanti, e recentemente sono stati soprannominati i "giganti addormentati del calcio" dalla FIFA. Nelle qualificazioni al campionato del mondo 2022, Guam avanzò al secondo turno con un risultato complessivo di 5-1 sul Bhutan. Nel secondo turno perde tutte e otto le partite. Subisce 32 gol e ne segna solamente 2, contro le Filippine e contro le Maldive. Con una differenza reti di -30 ha la seconda peggior differenza reti del secondo turno.

## Rosa attuale
Presenze, reti e numerazione aggiornate al 14 ottobre 2019.
| 1  | P | Nate Gallardo    | 4 ottobre 1994   | 0  | 0  | Sidekicks                    |  |  |
| 18 | P | Jackson Pangpang | 9 febbraio 2003  | 0  | 0  | Bank of Guam Strykers        |  |  |
| 21 | P | Jerry Bastos     | 10 luglio 1999   | 1  | -? | Bank of Guam Strykers        |  |  |
|    |   |                  |                  |    |    |                              |  |  |
| 2  | D | Isiah Lagutang   | 3 agosto 1997    | 4  | 1  | Bank of Guam Strykers        |  |  |
| 4  | D | Nate Lee         | 6 aprile 1994    | 5  | 0  | High Point Panthers          |  |  |
| 5  | D | Howard Hernández | 1º gennaio 1997  | 1  | 0  | Rovers                       |  |  |
| 13 | D | Alex Lee         | 15 gennaio 1990  | 14 | 0  | Frederick                    |  |  |
| 15 | D | Shawn Nicklaw    | 15 aprile 1989   | 28 | 1  | Free Agent                   |  |  |
| 20 | D | Wade Santos      | 3 febbraio 2000  | 0  | 0  | Rovers                       |  |  |
|    |   |                  |                  |    |    |                              |  |  |
| 7  | C | John Matkin      | 20 aprile 1986   | 20 | 1  | svincolato                   |  |  |
| 8  | C | Mark Chargualaf  | 3 gennaio 1991   | 27 | 0  | Rovers                       |  |  |
| 10 | C | Jason Cunliffe   | 23 ottobre 1983  | 54 | 27 | Bank of Guam Strykers        |  |  |
| 14 | C | Dominic Gadia    | 18 gennaio 1986  | 7  | 0  | Rovers                       |  |  |
| 16 | C | Davy McGinn      | 16 gennaio 1999  | 6  | 2  | Rovers                       |  |  |
| 19 | C | Joel Longo       | 1º gennaio 1995  | 3  | 0  | Rovers                       |  |  |
| 22 | C | Travis Nicklaw   | 21 dicembre 1993 | 25 | 1  | Chattanooga Red Wolves       |  |  |
|    |   |                  |                  |    |    |                              |  |  |
| 3  | A | Jason Garrido    | 23 aprile 1989   | 0  | 0  | Wiesbaden                    |  |  |
| 9  | A | Marcus Lopez     | 2 agosto 1992    | 28 | 6  | Bank of Guam Strykers        |  |  |
| 11 | A | Dylan Naputi     | 4 gennaio 1995   | 31 | 3  | UOG Tritons                  |  |  |
| 12 | A | Hayden López     | 15 giugno 2000   | 0  | 0  | Bank of Guam Strykers        |  |  |
| 17 | A | Ryan McGuff      | 22 ottobre 1996  | 2  | 0  | Temecula FC                  |  |  |
| 23 | A | Shane Malcolm    | 13 ottobre 1991  | 27 | 4  | Colorado Springs Switchbacks |  |  |

## Risultati in Coppa del Mondo
- Dal 1978 al 1998 - Non partecipante
- 2002 - Non qualificata
- 2006 - Ritirata
- 2010 - Non qualificata
- 2014 - Non partecipante
- Dal 2018 al 2026 - Non qualificata

## Risultati in Coppa d'Asia
- Dal 1976 al 1992 - Non partecipante
- Dal 1996 al 2004 - Non qualificata
- Dal 2007 al 2015 - Non partecipante

## Risultati in East Asian Cup
- Dal 2003 al 2005 - Non qualificata

## Risultati in AFC Challenge Cup
- 2006 - Primo turno